# テレジア陸軍士官学校

テレジア陸軍士官学校の校章

テレジア陸軍士官学校（Theresianische Militärakademie、ラテン語: Alma Mater Theresiana）は、オーストリアの応用科学大学。1751年12月14日、ハプスブルク帝国の支配者マリア・テレジアによって設立されたオーストリア軍の士官学校。所在地はニーダーエスターライヒ州ウィーナー・ノイシュタット。内陸国オーストリア唯一の士官学校である。
ロシア・ウクライナ戦争に際し、公式YouTubeチャンネルで解説動画を配信している。

## 教育
以下の機能を果たす。
- 士官候補生の教育（補充学校）
- 士官の継続教育（補充学校）
- 新兵の訓練（実施学校）
- 公務員の研修
- 他大学と協力した教育課程